# 共感百景
共感百景(きょうかんひゃっけい)は、スラッシュパイル社が主宰するイベント、そのテレビ番組化、および、書籍化。

## 主旨
お笑い芸人、ミュージシャン、作家など各界著名人が、いわゆる「あるあるネタ」を短い詩にする集い。

## イベント
第一回目は、2011年6月5日にオードリーの若林正恭の司会で行われ、星野源が優勝した。なおこのときが若林と星野の初対面である。会場は北沢タウンホール。審査を担当する特別顧問は第三回目まで俵万智（第一回目は東日本大震災により欠席）、以降は東直子が主に務めている。加藤千恵が務めた回もある。
| 回 | 開催日          | 詠み人 | 司会       | 最優秀共感詩受賞者 |
| -- | --------------- | --- | ---------- | ------------------ |
| 1  | 2011年 6月5日   | 清水ミチコ、又吉直樹（ピース）、有野晋哉（よゐこ）、光浦靖子（オアシズ）、マンボウやしろ（カリカ）、レイザーラモンRG、豊本明長（東京03）、星野源                               | 若林正恭   | 星野源             |
| 2  | 2011年 11月12日 | 有野晋哉（よゐこ）、マンボウやしろ（カリカ）、清水ミチコ、西加奈子、星野源、レイザーラモンRG                                                                                   | 劇団ひとり | 西加奈子           |
| 3  | 2012年 3月4日   | 光浦靖子（オアシズ）、有野晋哉（よゐこ）、豊本明長（東京03）、マンボウやしろ、西加奈子、西村賢太                                                                               | 松尾貴史   | 光浦靖子           |
| 4  | 2012年 8月4日   | 清水ミチコ、大橋裕之、レイザーラモンRG、かせきさいだぁ、光浦靖子（オアシズ）、マンボウやしろ、増子直純（怒髪天）、うしろシティ、SHINCO（スチャダラパー）                       | 劇団ひとり | 大橋裕之           |
| 5  | 2012年 12月1日  | 豊本明長（東京03）、光浦靖子、レイザーラモンRG、安部コウセイ（HINTO）、大橋裕之、鈴木圭介（フラワーカンパニーズ）、西加奈子、清野とおる                                        | 劇団ひとり | 豊本明長           |
| 6  | 2013年 4月24日  | 角田晃広・豊本明長（東京03）、田中卓志（アンガールズ）、能町みね子、大橋裕之、鳥居みゆき、クボケンジ（メレンゲ）、桃野陽介（MONOBLIGHT)                                        | 博多大吉   | 大橋裕之           |
| ７ | 2013年 6月15日  | 安藤裕子、かせきさいだぁ、清野とおる、徳井義実（チュートリアル）、日高央、マンボウやしろ、光浦靖子（オアシズ）、山田真歩                                                       | 劇団ひとり | 光浦靖子           |
| SP | 2013年 8月23日  | 【女流共感百景】後藤まりこ、鳥居みゆき、西加奈子、能町みね子、清水ミチコ、奥華子、辛酸なめ子、安藤聖                                                                           | 光浦靖子   | 能町みね子         |
| 8  | 2013年 11月10日 | 板尾創路、川島明（麒麟）、クボケンジ（メレンゲ)、清野とおる、田中卓志（アンガールズ）、大森靖子、大橋裕之、光浦靖子（オアシズ）                                                | 劇団ひとり | 大橋裕之           |
| 9  | 2014年 3月9日   | うしろシティ、清水ミチコ、光浦靖子（オアシズ）、レイザーラモンRG、辛酸なめ子、清野とおる、大橋裕之、かせきさいだぁ                                                             | 劇団ひとり |                    |
| 10 | 2014年 6月21日  | 岩尾望（フットボールアワー）、小田原ドラゴン、川島明（麒麟）、高橋健一（キングオブコメディ）、吉田靖直（トリプルファイヤー）、西加奈子、能町みね子、見田村千晴                 | 劇団ひとり | 川島明             |
| 11 | 2014年 10月13日 | 大橋裕之、木下晋也、高橋健一（キングオブコメディ）、吉田靖直（トリプルファイヤー）、辛酸なめ子、ハルカ（ハルカトミユキ）、又吉直樹（ピース）、レイザーラモンRG                 | 劇団ひとり | 吉田靖直           |
| 12 | 2015年 4月18日  | 博多大吉（博多華丸・大吉）、川島明（麒麟）、豊本明長（東京03）、西加奈子、木下晋也、清野とおる、平賀さち枝                                                                     | 劇団ひとり | 博多大吉           |
| 13 | 2015年 9月12日  | 小田原ドラゴン、小山健、辛酸なめ子、高橋健一（キングオブコメディ）、DJみそしるとMCごはん、豊本明長（東京03）、吉田靖直（トリプルファイヤー）、光浦靖子（オアシズ）             | 劇団ひとり |                    |
| 14 | 2016年 4月16日  | 大橋裕之、川島明（麒麟）、後藤淳平（ジャルジャル）、清野とおる、柴田聡子、武田砂鉄、吉田靖直（トリプルファイヤー）、西加奈子                                                   | 劇団ひとり | 清野とおる         |
| 15 | 2016年 11月6日  | 清野とおる、武田砂鉄、吉田靖直（トリプルファイヤー）、根本宗子、能町みね子、博多大吉（博多華丸・大吉）、光浦靖子（オアシズ）、箕輪はるか（ハリセンボン）                       | 劇団ひとり |                    |
| 16 | 2017年 4月30日  | 大橋裕之、豊本明長（東京03）、塚地武雅（ドランクドラゴン）、吉田靖直（トリプルファイヤー）、箕輪はるか（ハリセンボン）、ビビる大木、岩尾望（フットボールアワー）、宮川サトシ   | 劇団ひとり | 宮川サトシ         |
| 17 | 2017年 10月3日  | 小沢一敬（スピードワゴン）、小田原ドラゴン、じろう（シソンヌ）、豊本明長（東京03）、能町みね子、橋本直（銀シャリ）、森田哲矢（さらば青春の光）、吉田靖直（トリプルファイヤー） | 劇団ひとり | 吉田靖直           |
| 18 | 2018年 4月29日  | 山名文和（アキナ）、衿沢世衣子、小田原ドラゴン、岩崎う大（かもめんたる）、辛酸なめ子、豊本明長（東京03）、文月悠光、レイザーラモンRG                                           | 劇団ひとり | 衿沢世衣子         |
| 19 | 2018年 10月7日  | 入江陽、衿沢世衣子、大橋裕之、山内健司（かまいたち）、清野とおる、箕輪はるか（ハリセンボン）、レイザーラモンRG、加納（Aマッソ）                                                | 劇団ひとり | 大橋裕之           |
| 20 | 2019年 9月1日   | 平子祐希（アルコ&ピース）、加賀翔（かが屋）、西加奈子、能町みね子、吉田靖直（トリプルファイヤー）、秋山寛貴（ハナコ）、箕輪はるか（ハリセンボン）、吉澤嘉代子                  | 劇団ひとり | 吉田靖直           |
| 21 | 2020年 10月10日 | 田中卓志（アンガールズ）、イワクラ（蛙亭）、岩崎う大（かもめんたる）、川島明（麒麟）、玉田真也、吉田靖直（トリプルファイヤー）、能町みね子、後藤拓実（四千頭身）               | 劇団ひとり | イワクラ           |
| 22 | 2021年 9月27日  | 田中卓志（アンガールズ）、板倉俊之（インパルス）、岩崎う大（かもめんたる）、林田洋平（ザ・マミィ）、アフロ（MOROHA）、大橋裕之、衿沢世衣子、吉田靖直（トリプルファイヤー）     | 劇団ひとり |                    |
| 23 | 2022年 9月21日  | 上坂あゆ美、イワクラ（蛙亭）、カツセマサヒコ、水川かたまり（空気階段）、清野とおる、川原克己（天竺鼠）、森（どんぐりず）、秋山寛貴（ハナコ）、ヒコロヒー                       | 劇団ひとり | 水川かたまり       |

## テレビ番組
劇団ひとりの司会により、テレビ東京で放映された。サブタイトルは「痛いほど気持ちがわかる あるある」。演出・プロデュースは佐久間宣行。第1回の放送はギャラクシー賞月間賞に選ばれた。

### 出演者
- MC：劇団ひとり
- アシスタント：秋元玲奈（テレビ東京アナウンサー）
- 特別顧問：俵万智（第1-2回のみ）、東直子（第2回以降）

| 回 | 放送日        | 詠み人 | 選者賞受賞者                              | 最優秀共感詩受賞者 |
| -- | ------------- | --- | ----------------------------------------- | ------------------ |
| 1  | 2014年 1月2日 | 又吉直樹、清野とおる、小籔千豊、西加奈子、光浦靖子、能町みね子、増子直純（怒髪天）、日村勇紀（バナナマン） | -                                         | 又吉直樹           |
| 2  | 2015年 1月2日 | 大橋裕之、大森靖子、川島明（麒麟）、清水ミチコ、清野とおる、西加奈子、能町みね子、博多大吉（博多華丸・大吉）、日村勇紀（バナナマン）、レイザーラモンRG、吉田靖直（トリプルファイヤー）                           | 川島明（東直子賞） 能町みね子（俵万智賞） | 吉田靖直           |
| 3  | 2016年 1月2日 | 田中卓志（アンガールズ）、川島明（麒麟）、辛酸なめ子、市川紗椰、吉田敬（ブラックマヨネーズ）、ケンドーコバヤシ、西加奈子、清野とおる、羽田圭介、能町みね子、DJみそしるとMCごはん、吉田靖直（トリプルファイヤー） | ケンドーコバヤシ                          | 西加奈子           |
| 4  | 2022年 4月6日 | 渡辺隆（錦鯉）、ヒコロヒー、呂布カルマ、大橋裕之、吉田靖直（トリプルファイヤー） | 大橋裕之                                  | 吉田靖直           |
| 5  | 4月13日       | 渡辺隆（錦鯉）、ヒコロヒー、呂布カルマ、大橋裕之、吉田靖直（トリプルファイヤー） | 大橋裕之                                  | 吉田靖直           |
| 6  | 4月20日       | 林田洋平（ザ・マミィ）、富田鈴花、尾崎世界観、清野とおる、小宮浩信（三四郎）、サーヤ（ラランド） | 林田洋平                                  | 尾崎世界観         |
| ７ | 4月27日       | 林田洋平（ザ・マミィ）、富田鈴花、尾崎世界観、清野とおる、小宮浩信（三四郎）、サーヤ（ラランド） | 林田洋平                                  | 尾崎世界観         |
| ８ | 5月6日        | 岡野陽一、吉住、柳原可奈子、加納（Aマッソ）、吉田靖直（トリプルファイヤー）、蓮見翔（ダウ90000） | 加納                                      | 柳原可奈子         |
| ９ | 5月13日       | 岡野陽一、吉住、柳原可奈子、加納（Aマッソ）、吉田靖直（トリプルファイヤー）、蓮見翔（ダウ90000） | 加納                                      | 柳原可奈子         |
| 10 | 5月20日       | 能町みね子、渡辺江里子・木村美穂（阿佐ヶ谷姉妹）、鬼龍院翔（ゴールデンボンバー）、大橋裕之、前田裕太（ティモンディ）                                                                                             | 渡辺江里子                                | 大橋裕之           |
| 11 | 5月27日       | 能町みね子、渡辺江里子・木村美穂（阿佐ヶ谷姉妹）、鬼龍院翔（ゴールデンボンバー）、大橋裕之、前田裕太（ティモンディ）                                                                                             | 渡辺江里子                                | 大橋裕之           |

## 書籍
KADOKAWA/エンターブレインより2014年3月に刊行された。